# Anna Sui
Anna Sui (Detroit, 4 agosto 1952) è una stilista statunitense, di origini cinesi.

## Biografia
Dopo essersi diplomata alla Parson's School of Design, Anna Sui ha iniziato a lavorare per diverse aziende di abbigliamento sportivo, fino al 1991, anno in cui ha presentato la sua prima collezione. In seguito a questa esperienza ha aperto la sua prima boutique a New York. Negli anni successivi l'attività della stilista si è espansa in tutta l'America, in Europa ed in Asia, ed attualmente si contano boutique Anna Sui in oltre 50 nazioni. Il New York Times l'ha nominata nella lista delle maggiori icone della moda.
Nel 2007 ha lanciato una linea di abbigliamento per adolescenti chiamata Dolly Girl by Anna Sui e nel 2009 una per bambine chiamata Anna Sui Mini. Alla creazione di abbigliamento, la stilista ha anche affiancato la produzione di scarpe e di profumi. Nel 2008 è stata una della maggiori sostenitrici della campagna Save the Garment Center, per preservare il distretto della moda di Manhattan.

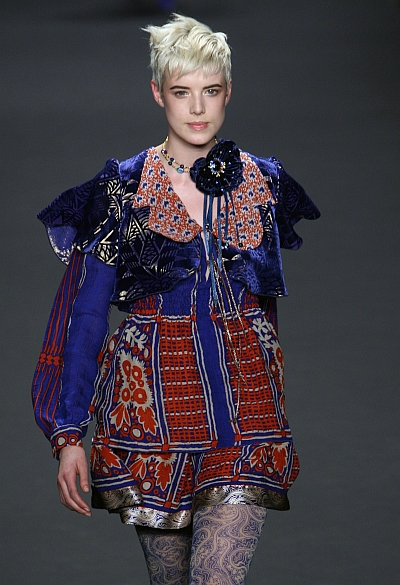
Un modello di Anna Sui indossato da Agyness Deyn.

Fra le clienti più famosi di Anna Sui si possono citare Paris Hilton, Patricia Arquette, Mischa Barton, Christina Ricci, Cher, Naomi Campbell, Sofia Coppola (per cui tra l'altro, ha disegnato i vestiti per il film Lost in Translation - L'amore tradotto), Lindsay Lohan, Hilary Duff, Marija Šarapova, Nicole Richie, Liv Tyler, Courtney Love; ma anche qualche uomo, come James Iha. Anna Sui ha inoltre disegnato i costumi presenti nell'anime giapponese Il conte di Montecristo, ed alcune linee di cellulari della Samsung.